# Miha Mazzini
Miha Mazzini (Jesenice, 1961. június 3. –) szlovén író, forgatókönyvíró és filmrendező, akinek harminc könyve jelent meg, tíz nyelvre lefordítva. Antropológiából doktorált az Institutum Studiorum Humanitatisban, és a Sheffieldi Egyetemen filmes és televíziós kreatív írásból szerzett MA diplomát. Az Európai Filmakadémia szavazati jogú tagja.

## Élete
Gyermekkora sajátos légkörben zajlott: nagyanyja szellemeket és lelkeket, angyalokat és ördögöt látott, anyja pedig csodálta a kommunista diktátorokat, és kegyetlenül uralkodott egyetlen alattvalóján, a fián. A titoista Jugoszláviában töltött gyermekkorát három regényben írta le. A 2002-es Kralj ropotajočih duhov (Zörgő szellemek királya) című regény (amely a 2001-es Édes álmok (Sladke sanje) című film forgatókönyve alapján készült) főhőse 12 éves, a 2015-ös Otroštvo (Gyermekkor) című regényben pedig ötéves. A harmadik, ''Osebno (Személyesen, 2022) című regényben a főhős összegzi gyermekkorát és annak következményeit.
Első regénye, a Drobtinice (Morzsák) szülővárosában, Jesenicében játszódik, 1989-ben jelent meg, és 54 000 példányban kelt el. Elnyerte az év legjobb regényének járó kormányzati díjat, Mazzini pedig az ellenzék által odaítélt, fiatal író kiváló művészi teljesítményéért járó díjat. Ez rendkívül szokatlan volt abban az időben, amikor Jugoszlávia lassan kezdett szétesni.
Ő volt az első szlovén író, aki regényt írt a kitöröltekről (Izbrisana, 2014), azokról az emberekről, akik az ország függetlenségének 1991-es kikiáltása után elvesztették minden jogukat és jogállásukat. Később a regényből játékfilmet forgatott.
Paloma Negra című történelmi regénye az 1950-es évek Yu-Mex zenéjével foglalkozik, amikor a jugoszláv énekesek elkezdték utánozni a mexikói filmekben látott dalokat és zenéket. A regény kutatásai során Mazzini rögzítette a főszereplők által elmesélt történeteket, és dokumentumfilmet készített Jugoszláv Mexikó (YuMex) címmel. A Nemška loterija (Német lottó) című regény ugyanebben a korban játszódik, de csalókról, illúziókról és megbízhatatlan főszereplőkről szól.

## Munkája

### Szakma
Mazzini a Telesni čuvaj (Testőrség) című regényében bevezette az 1990 utáni szlovén irodalomban a noir fikcióra jellemző kemény főhőst.

### Díjai
A Drobtinice (Cartier Project) című regénye minden idők legkelendőbb regénye volt Jugoszláviában. Az 1987-es év legjobb regénye díjat nyerte el mind a kormánypárti, mind az ellenzéki újságoktól.
Később műveit nemzetközi antológiákba válogatták be; nemrég az „Anya” című novellája bekerült a Contemporary European Fiction, az „Avro Lancaster” pedig a Best European Fiction 2018 című kötetbe.
Egyik novellája („That Winter”) 2012-ben Pushcart-díjat kapott.
Mazzini 2016-ban Kresnik-díjat kapott Otroštvo (Gyermekkor) című regényéért.
2019-ben a legjobb forgatókönyv díját nyerte el az Izbrisana (Erased) című filmért a FEST fesztiválon, Belgrádban, Szerbiában, és a Raindance fesztiválon, Londonban, Nagy-Britanniában.

### Vélemények
„A ... Hanna őrzése-ben [Mazzini] egy bestiális főhőst teremtett ... egy vízköpő férfit, aki hősiesen küzd saját természetével, hogy aztán rájöjjön, hogy az élet egy szörnyű tréfát űzött vele.”
— The Village Voice
„[Hanna] csodálatos teremtés: sebezhető, magányos, próbálja fenntartani a hangulatát, de nem mindig sikerül neki. Tulajdonképpen éppen ő az, aki felolvasztja a Fenevad ellenségességét – vagy a fecsegésével gyilkos zavarodottságba kergeti őt. ... Ha ehhez hozzáadjuk az elbeszélő komor elmélkedéseit az élete sorsáról és az időnkénti késztetését, hogy megfojtsa Hannát, akkor a fenyegetés és a komédia olyan erősítő keverékét kapjuk, amely egészen a könyv fordulatos végkifejletéig pörgeti a dolgokat.”
— The Seattle Times

## Kommentár
2019 októberében Mazzini így kommentálta a Svéd Akadémia döntését, miszerint Peter Handke kapja az irodalmi Nobel-díjat: „egyes művészek eladták emberi lelküket ideológiákért (Hamsun és a nácizmus), mások gyűlöletért (Céline és féktelen antiszemitizmusa), mások pénzért és hatalomért (Kusturica), de ami engem a legjobban bántott, az Handke volt a Milošević-rezsim iránti naivitásával (...) Kegyetlennek és naivitásában teljesen önzőnek találtam”.

## Könyvei
- Očka Orel band : hope is dope, 1981 költészet
- Drobtinice, 1987, regény
- Godbe : (novellák), 1989
- Operacija Cartier, 1990, forgatókönyv (az azonos című film alapján)
- Zgodbe, 1991, novellagyűjtemény
- Satanova krona, 1993, regény
- Zbiralec imen, 1993, regény
- Sweet dreams (are made of this), 1997, forgatókönyv a Sweet Dreams című filmhez
- Danes na sporedu : dva priročnika in trije scenariji, 1998
- Čas je velika smetanova torta, 1999, képeskönyv
- Telesni čuvaj: verzija 1.72, 2000, regény
- 100 računalniških zvijač, 2001, kézikönyv
- Kralj ropotajočih duhov, 2001, regény
- Guarding Hanna (A Telesni čuvaj című regény angol fordítása), 2002
- Dostava na dom, 2002, esszégyűjtemény
- Novih 100 računalniških zvijač, 2003, kézikönyv
- The Cartier project (a Drobtinice című regény angol fordítása), 2004
- Preshérn.doc: (Dr. France Prešern válogatása verseiből), 2004
- King of the Rattling Spirits (A Kralj ropotajočih duhov című regény angol fordítása), 2005
- Drevo glasov (ifjúsági regény), 2005
- Trenutki spoznanja (novellák), 2007
- Zelo preprosta zgodba (Webfilm projekt), 2008
- Let v Rim (dráma), 2008
- Mislil sem, da obvladam Google (The Google Search Guide), 2009
- Nemška loterija (regény), 2010
- Duhovi (novellák), 2010
- Če ti ni kaj prav, se pa izseli! (esszégyűjtemény), 2011
- Prst (dráma), 2011
- Rojeni za zgodbe (népszerű szakkönyv), 2012
- Polni koledarji, prazni dnevi (novellák), 2013
- Paloma negra (regény), 2013
- Izbrisana (regény), 2014
- Samo smeh nas lahko reši (esszégyűjtemény), 2014
- Otroštvo (önéletrajzi regény), 2015
- Zvezde vabijo (ifjúsági regény), 2016
- Zemljevidi tujih življenj (regény), 2016
- Zelena pošast (képeskönyv), 2017
- Skrivnost našega uspeha (esszégyűjtemény), 2017
- Pohlep (novellák), 2018
- Funny (regény), 2019
- Sprava (regény), 2020
- Skrivna zgodovina Slovenije (képeskönyv), 2021
- Kraj, kjer se izpolnijo vse vaše želje (regény), 2021
- Osebno (regény), 2022
- Čudežne besede (képeskönyv), 2023
- Menjava glasbe (novellák), 2024

### Angolul
- Guarding Hanna (2003)
- The Cartier Project (2004)
- King of the Rattling Spirits (2005)
- The Collector of Names (2009)
- German Lottery (2012)
- Crumbs (2014)
- Paloma Negra (2014)

### E-book
- "Mother"

### Magyarul megjelent
- Azt hittem, ismerem a Google-t (50 hasznos tipp keresési módszereink tökéletesítésére) – Klett, Budapest, 2009 · ISBN 9789639641655 · Fordította: Kovács Gabriella Anna
- Kitörölve (Izbrisana) – Metropolis Media, Budapest, 2020 · ISBN 9789635510085 · Fordította: Gállos Orsolya

## Filmek
- Operacija Cartier (1991, TV film, scriptwriter)
- You're Svobodna si. Odloci se. (1999, short film, scriptwriter and director)
- Édes álmok (2001, feature film, scriptwriter)
- Sirota s cudeznim glasom (2003, short film, scriptwriter and director)
- A Very Simple Story (2008, short film, scriptwriter and director)
- Obisk (2010)
- Božična večerja (2011, TV film)
- YuMex, Jugoslovanska Mehika (2013, Documentary)
- Izbrisana (2018, feature film, scriptwriter and director)
- Stay Safe (2021)

## Többnyelvű webfilm projekt
Az A Very Simple Story egy több nyelven írt forgatókönyv, amelyet különböző országokból származó színésznők olvasnak. Mazzini a szlovén (8:28) és az olasz (9:57) filmek forgatókönyvírója és rendezője volt. A projektet jelölték a Prix Europe díjra.

## Fordítás
- Ez a szócikk részben vagy egészben  a   Miha Mazzini című angol Wikipédia-szócikk fordításán alapul.  Az eredeti cikk szerkesztőit annak laptörténete sorolja fel. Ez a jelzés csupán a megfogalmazás eredetét és a szerzői jogokat jelzi, nem szolgál a cikkben szereplő információk forrásmegjelöléseként.